# Jean-Marie Villot
Jean-Marie Villot (Saint-Amant-Tallende, 11 de octubre de 1905-Ciudad del Vaticano, 9 de marzo de 1979) fue un cardenal francés de la Iglesia católica que se desempeñó como arzobispo de Lyon desde 1965 hasta 1967, prefecto de la Congregación para el Concilio entre 1967 y 1969, secretario de Estado de la Santa Sede de 1969 a 1979, y camarlengo desde 1970. Fue elevado al cardenalato en 1965.

## Primeros años
Nació en Saint-Amant-Tallende, Puy-de-Dôme, como hijo único de José y María Villot. Antes de servir en el ejército, hasta 1924, estudió para el sacerdocio en Riom, Clermont, y Lyon. Se convirtió en un novicio marista el 7 de septiembre de 1925, pero dejó la orden tres meses más tarde, en diciembre. Villot se fue a estudiar al Institut Catholique de Paris y a la Universidad Pontificia de Santo Tomás de Aquino en Roma, donde obtuvo la licenciatura en derecho canónico y un doctorado en teología.

## Carrera eclesiástica
Fue ordenado sacerdote el 19 de abril de 1930, por el arzobispo Alfred-Henri-Marie Baudrillart. Villot fue enviado a continuación, a la arquidiócesis de París, y desde 1931 hasta 1934 se desempeñó como secretario de Pierre-Marie Gerlier, obispo de Tarbes-et-Lourdes. Enseñó en el seminario de Clermont y en la Universidad Católica de Lyon, convirtiéndose en vicerrector de esta última en 1942, ejerciendo el cargo durante ocho años.

### Episcopado y cardenalato
A principios de la década de 1950, Villot trabajo en la Conferencia Episcopal Francesa. Luego en 1954, fue nombrado obispo auxiliar de París y obispo titular de Vinda, siendo su consagración episcopal el 12 de octubre, de manos del cardenal Maurice Feltin.
El 17 de diciembre de 1959, Villot fue promovido a arzobispo coadjutor de Lyon y arzobispo titular de Bosporus. Durante el Concilio Vaticano II, se desempeñó como subsecretario de éste. Reemplazó al cardenal Gerlier como arzobispo de Lyon el 17 de enero de 1965, y al mes siguiente, fue creado cardenal presbítero de SS. Trinità al Monte Pincio por el Papa Pablo VI en el consistorio del 22 de febrero de ese año. Fue nombrado Prefecto de la Congregación para el Concilio (más tarde rebautizado como Congregación para el Clero) en la Curia Romana, el 7 de abril de 1967, y que en adelante tendría un papel muy importante en el gobierno de Pablo VI, fue nombrado cardenal secretario de Estado de la Santa Sede el 2 de mayo de 1969. Luego, Villot fue nombrado camarlengo de la Santa Iglesia Romana, el 16 de octubre de 1970.
El 15 de julio de 1971, fue nombrado presidente del recién formado Consejo Pontificio Cor Unum. Se mantuvo en esta posición hasta el 4 de septiembre de 1978, cuando renunció durante el pontificado de Juan Pablo I.
El 12 de diciembre de 1974 fue elevado a cardenal obispo de Frascati.

### Últimos años
Villot participó como cardenal elector en los cónclaves de agosto y octubre de 1978, que eligió a Juan Pablo I y Juan Pablo II, respectivamente. En su calidad de Camarlengo, ejerció como administrador interino de la Santa Sede entre la muerte de Pablo VI y la elección de Juan Pablo I, y entre la muerte de este último y la elección de Juan Pablo II.

## Fallecimiento
Murió de neumonía el 9 de marzo de 1979, en su apartamento de la Ciudad del Vaticano, a los 73 años. Juan Pablo II celebró su funeral en la basílica de San Pedro el día 13 de marzo y sus restos fueron enterrados en la cripta de la Iglesia de Trinità dei Monti.